# Tuzex
Tuzex, durante la era comunista (1948-1989) en la desaparecida Checoslovaquia, era una red de negocios en los cuales era posible usar divisas fuertes o vales Tuzex para adquirir bienes extranjeros, usualmente considerados de lujo por las autoridades locales (aunque podía tratarse de productos de uso relativamente común y difundido en Occidente), los cuales no estaban disponibles en los negocios comunes y corrientes. La propia corona (koruna) checoslovaca no era aceptada
El nombre Tuzex era la contracción de tuzemský export (“exportación doméstica”) Estos negocios servían para sacar de circulación, llevando a las arcas estatales, divisa fuerte que hubiese ingresado al país.
Negocios similares existían eun otros países de Europa Oriental, detrás de la entonces denominada Cortina de Hierro. Entre los mismos se encontraban la cadena Intershop en Alemania Oriental y su similar Pewex en la entonces Polonia comunista.

## Tiendas similares en otros antiguos países comunistas
- Baltona (Polonia)
- Beryozka (Unión Soviética)
- Corecom (Korekom, Bulgaria
- Intershop (Alemania Oriental)
- Pewex (Polonia)
- Tienda de la amistad (China)

- Datos: Q1536099
- Multimedia: Tuzex / Q1536099